# Бронсон (Флорида)
Бронсон (англ. Bronson) — місто (англ. town) в США, в окрузі Леві штату Флорида. Населення — 1140 осіб (2020).

## Географія
Бронсон розташований за координатами 29°26′57″ пн. ш. 82°38′19″ зх. д. / 29.44917° пн. ш. 82.63861° зх. д. (29.449109, -82.638474).  За даними Бюро перепису населення США в 2010 році місто мало площу 10,99 км², з яких 10,76 км² — суходіл та 0,23 км² — водойми.

## Демографія
Згідно з переписом 2010 року, у місті мешкало 1113 осіб у 427 домогосподарствах у складі 306 родин. Густота населення становила 101 особа/км².  Було 498 помешкань (45/км²).
Расовий склад населення:
| - 67,6 % — білих - 25,6 % — чорних або афроамериканців - 0,4 % — корінних американців - 0,3 % — азіатів - 3,1 % — осіб інших рас |

До двох чи більше рас належало 3,1 %. Частка іспаномовних становила 8,2 % від усіх жителів.
За віковим діапазоном населення розподілялося таким чином: 27,0 % — особи молодші 18 років, 60,2 % — особи у віці 18—64 років, 12,8 % — особи у віці 65 років та старші. Медіана віку мешканця становила 36,9 року. На 100 осіб жіночої статі у місті припадало 89,3 чоловіків;  на 100 жінок у віці від 18 років та старших — 83,9 чоловіків також старших 18 років.
Середній дохід на одне домашнє господарство  становив 36 686 доларів США (медіана — 28 690), а середній дохід на одну сім'ю — 41 341 долар (медіана — 33 155). Медіана доходів становила 29 688 доларів для чоловіків та 25 893 долари для жінок. За межею бідності перебувало 20,4 % осіб, у тому числі 42,5 % дітей у віці до 18 років та 9,7 % осіб у віці 65 років та старших.
Цивільне працевлаштоване населення становило 342 особи. Основні галузі зайнятості: освіта, охорона здоров'я та соціальна допомога — 24,9 %, мистецтво, розваги та відпочинок — 12,9 %, транспорт — 10,5 %, роздрібна торгівля — 9,6 %.